# Эссен, Александр Магнусович
Александр Магнусович Э́ссен (партийные псевдонимы Китаев, Степанов, «Бур», «Мямлин»; 26 июня 1880 года, г. Белгород Курской губернии (по др. данным — Харьков) — 18 сентября 1930, Москва) — участник революционного движения в России, советский экономист, историк и общественный деятель.

## Биография
Родился в дворянской семье, потомственный аристократ, родственник известного отечественного флотоводца.
Внук генерал-майора А. Эссена, брат Э. Э. Эссена.
В 1898—1904 гг. учился в Петербургском государственном университете путей сообщения.
С 1899 года принимал участие в студенческом движении, а с 1902 — в социал-демократических организациях. В 1902 г. вступил в РСДРП, после II съезда партии (1903) — большевик.
Участник англо-бурской войны 1899—1902 гг. в числе русских добровольцев.
Член Екатеринославского (1903), Петербургского (1903-05), Одесского (1904), Московского (1904 и 1906) комитетов партии.
Входил в состав (член) Бюро комитетов большинства.
Был делегатом (с совещательным голосом) III съезда РСДРП.
В декабрьские дни 1905 был арестован в Петербурге.
Освобожденный после 8 месяцев тюремного заключения, до конца 1906 работал в Москве.
В 1907 году по болезни отошёл от партийной работы.
После Февральской революции примкнул к интернационалистам — в 1918 году член Тифлисской группы социал-демократов — интернационалистов, — и работал агитатором при Тифлисском совете рабочих депутатов, а также состоял редактором интернационалистической газеты в Тифлисе.
В составе социал-демократов — интернационалистов в 1920 вступил в РКП(б). До 1925 работал в Грузии. В 1925 переехал в Москву. В 1925-29 гг. зампред Госплана РСФСР. С 1929 года председатель Технико-экономич. совета НКПС.
Автор работ по истории революц. движения и экономич. вопросам.
За последние годы написал ряд работ: «Три Интернационала», «Пути строительства СССР», «Основы генерального плана хозяйства СССР» и др.